# Karl-Theodor zu Guttenberg
Karl-Theodor Maria Nikolaus Johann Jacob Philipp Franz Joseph Sylvester Freiherr von und zu Guttenberg (nacido el 5 de diciembre de 1971) es un empresario alemán y político de la Unión Social Cristiana de Baviera (CSU). Miembro del Parlamento alemán desde el 2002 hasta marzo del 2011. Antes de ser nombrado Ministro Federal de Economía y Energía en el 2009, Guttenberg ocupó brevemente el puesto de Secretario General de su partido. El 28 de octubre del 2009 Guttenberg es nombrado Ministro Federal de Defensa. Después de salir a la luz el caso de plagio en su disertación doctoral, la Universidad de Bayreuth le revocó su doctorado. Posteriormente Guttenberg renunció a todos sus puestos políticos en marzo del 2011. Le sucedió como ministro Thomas de Maizière.
En el 2011 Guttenberg ingresó en el Centro de Estudios estratégicos y Estudios internacionales (CSIS) como estadista distinguido. Guttenberg también aconseja a la Comisión europea sobre el uso de internet en asuntos internacionales.
Guttenberg es director y fundador de Spitzberg Partners, una empresa de inversión y asesoramiento con base en Nueva York.

## Familia y educación
Guttenberg es nieto de dos conocidos políticos. Uno de ellos es Karl Theodor refurr Freiherr von und zu Guttenberg, un político de la Unión Social Cristiana de Baviera (CSU). Su abuelo y un tío bisabuelo, Karl Ludwig Freiherr von und zu Guttenberg, tomaron parte en la resistencia contra el régimen nazi; este último fue ejecutado después de la conspiración del 20 de julio. Su otro abuelo es Jakob von und zu Eltz, un político croata de los años 90. 
Guttenberg está casado con Stephanie zu Guttenberg, una activista que lucha contra el abuso de menores y es miembro de la familia Bismarck. Karl- Theodor zu Guttenberg es descendiente de Leopoldo II Emperador  del Sacro Imperio Romano Germánico,  y de Aloys II, Príncipe de Liechtenstein.
En 1991, después de finalizar sus estudios secundarios en Rosenheim, Guttenberg cumplió el servicio militar obligatorio en la Brigada de Infantería de Montaña 23 situada en Mittenwald. Posteriormente abandonó las Fuerzas Armadas como el grado de sargento de reserva.
Guttenberg estudió derecho en la Universidad de Bayreuth, donde aprobó su primer examen legal de Estado ( equivalente a un diploma de máster) en 1999. Eligió no hacer el segundo examen de Estado ( equivalente a un examen de abogacía), y se dedicó a dirigir la sociedad familiar de responsabilidad limitada "Guttenberg GmbH". Esta sociedad que contaba con unos pocos empleados estaba situada en Múnich. Bajo la dirección de Guttenberg la sociedad aumentó considerablemente sus activos. Debido a la baja facturación y a los pocos empleados de esta sociedad, muchos consideran que Guttenberg exageró su experiencia empresarial al dirigir esta sociedad. Cuando Guttenberg GmbH contaba con un capital de un millón de euros y activos por más de un cuarto de billón de euro. Estos activos incluían un 26,5 % de participaciones en una cadena de Clínicas de Rhön, donde Guttenberg fue miembro de la comisión supervisora desde 1996 hasta el 2002. En el 2002, esta inversión fue vendida al HypoVereinsbank en una transacción valuada en 260 millones de euros.
Guttenberg inició sus estudios doctorales en ciencia política en la Universidad de Bayreuth bajo la tutoría de Peter Häberle. Una vez que fue aceptada su tesis, "Constitución y tratados constitucionales. Etapas de evolución constitucional entre los Estados Unidos y la Unión Europea", y de defender exitosamente la misma, le fue otorgado a Guttenberg el título académico de Doctor en Derecho en el año 2007. Tras ser acusado de plagiar su tesis doctoral, la Universidad de Bayreuth condujo una investigación que finalizó el 23 de febrero del 2011 con la revocación de su doctorado.

## Carrera política
Guttenberg es miembro de la Unión Social Cristiana de Baviera (CSU) y ocupó diferentes puestos dentro de su partido, incluyendo el de secretario general.
Guttenberg es miembro de :
- American Council on Germany (el Consejo Americano sobre Alemania)
- Aspen Institute (el Instituto Aspen)
- la Asamblea de la Unión Europea occidental (hasta el 2005)
- Atlantik-Brücke (el Puente Atlántico)[11]
- el Consejo Europeo de Relaciones Exteriores
- German Council on Foreign Relations (el Consejo alemán sobre Asuntos extranjeros)
- la Asamblea Parlamentaria del Consejo de Europa (hasta el 2005)

Siguiendo la tradición de su abuelo Karl Theodor von und zu Guttenberg, él apoya fervientemente los vínculos y la cooperación entre Estados Unidos y Alemania.

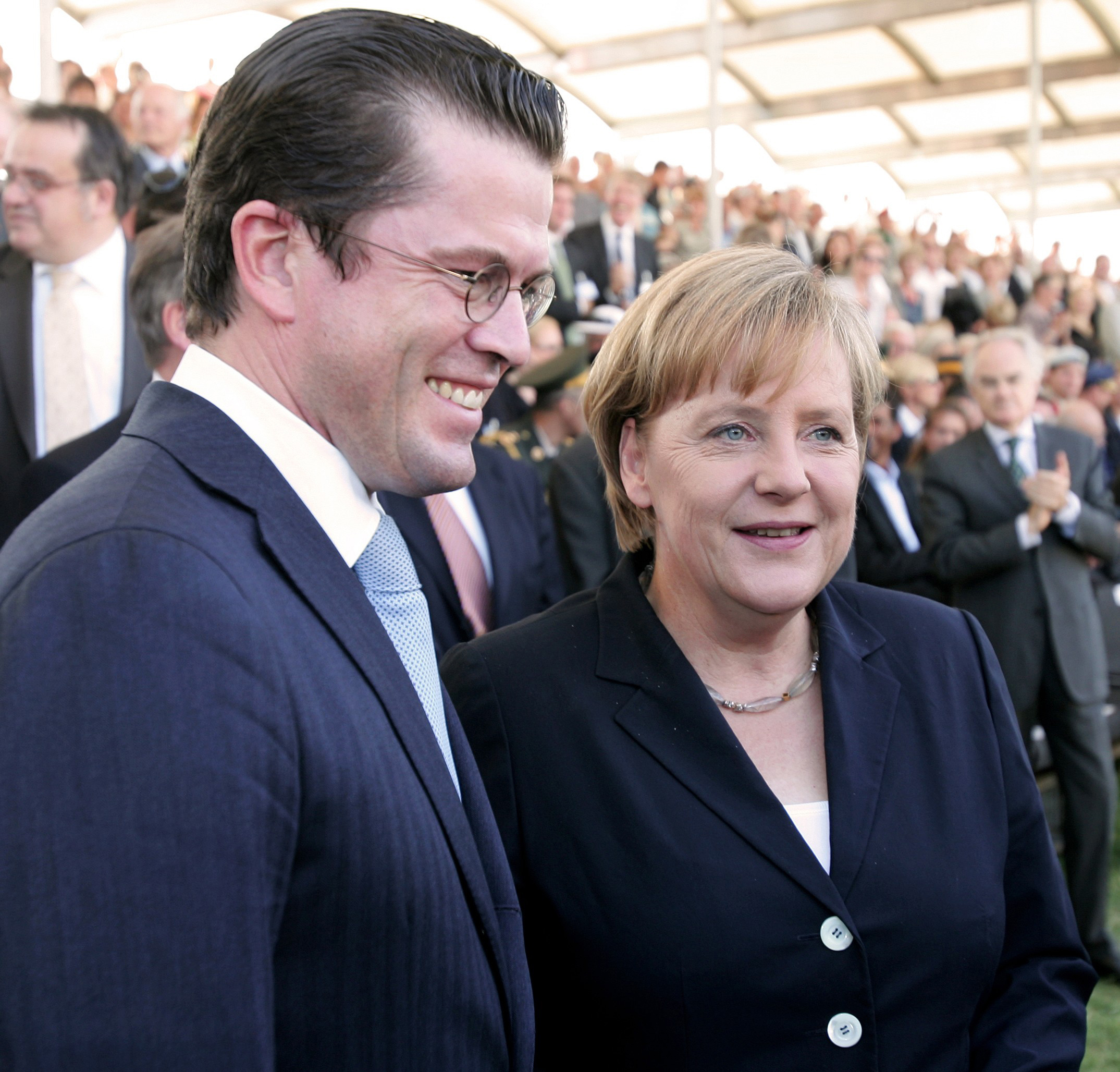
Guttenberg con la canciller alemana Angela Merkel, 2010

### Miembro del Parlamento
En el año 2002 Guttenberg fue elegido representante de Kulmbach en la Cámara Baja del Parlamento alemán. Fue reelecto en el año 2005, ganando con el 60% de los votos en su distrito electoral. En el año 2009, fue reelecto nuevamente con el 68,1% de los votos de su distrito. Obteniendo el porcentaje más alto de votos de todos los representantes electorales en Alemania para estas elecciones.
Desde octubre del 2005 hasta noviembre del 2008, Guttenberg fue presidente del comité parlamentario de la Unión Demócrata Cristiana de Alemania CDU/CSU que trataba asuntos extranjeros, también fue vocero en el comité parlamentario de la CDU/CSU sobre desarme, control y no proliferación de armas.
Guttenberg dirigió el comité de la CSU sobre políticas extranjeras y el grupo parlamentario británico- alemán en esa misma época.

#### Posiciones políticas
A principios del 2004, Guttenberg introdujo el concepto de “asociación privilegiada” entre las relaciones bilaterales entre Turquía y la Unión Europea como alternativa a las ambiciones turcas de formar parte de la Unión Europea. Tanto la Unión Demócrata Cristiana de Alemania y la Unión Social Cristiana de Baviera CDU/CSU han apoyado desde entonces la posición de “asociación privilegiada” entre ambos países. Guttenberg se opuso al ingreso de Turquía en la EU, ya que este país no cumple con todos los requisitos necesarios para su incorporación, como por ejemplo por su conflicto con Chipre
Al mismo tiempo, Guttenberg enfatizó la necesidad de mantener buenas relaciones diplomáticas con Turquía y fue crítico a la iniciativa francesa de criminalizar la negación del genocidio armenio.
Guttenberg también advirtió en varias ocasiones sobre la amenaza y el peligro que significa para la seguridad alemana y europea los programas nucleares y de misiles de Irán. Sin embargo, rechazó una rápida acción militar contra Irán y llamó al diálogo diplomático a nivel internacional para tratar el tema del programa nuclear de Teherán.
Como miembro del Parlamento, fue muy crítico con el partido de izquierda alemán Die Linke, al que acusó de tener conexiones con terroristas.

### Secretario general de la Unión Social Cristiana de Baviera/CSU
En septiembre del 2008 la CSU sufrió muchas pérdidas en las elecciones estatales de Baviera y perdió su mayoría absoluta en el parlamento de Baviera por primera vez en 46 años. Como resultado de la derrota electoral, el líder de la CSU presentó su renuncia. El nuevo presidente de la CSU y ministro presidente de Baviera, Horst Seehofer, nombró a Guttenberg secretario general de la CSU en noviembre de 2008.
Como secretario general, Guttenberg pidió reducción de impuestos, incremento de beneficios familiares, y reformas estructurales dentro de la CSU para fomentar una participación política más directa en la base del partido. Guttenberg no solo hizo énfasis en políticas interiores sino también en políticas internacionales.
Sin embargo, sólo desempeñó este cargo durante unos pocos meses, ya que el 10 de febrero de 2009 fue nombrado ministro de Economía y Tecnología en el gobierno federal alemán, convirtiéndose en el ministro de Economía más joven de la historia de la República Federal de Alemania. Sucedió a Michael Glos, que se había retirado de la política por conflictos con la canciller Angela Merkel. Con todo, el nombramiento de Guttenberg causó sorpresa en buena parte de la prensa alemana, dado que, hasta ese momento, Guttenberg no se había especializado políticamente en temas económicos, sino exteriores.

### Ministro Federal de Economía
Después de la renuncia de Michael Glos el 9 de febrero de 2009. Guttenberg fue nombrado Ministerio Federal de Economía y Energía (Alemania) en el primer gabinete de Angela Merkel. Guttenberg, el ministro de Economía más joven en la historia de la Alemania de la postguerra, asumió el cargo en medio de una profunda recesión y crisis financiera.

#### Decisiones políticas
En su discurso inaugural en el Parlamento alemán, Guttenberg enfatizó su compromiso con los principios de una economía social y de libre mercado.
Al iniciarse la crisis global financiera, muchos de los bancos más importantes de Alemania estaban casi en bancarrota, como el Hypo Real Estate, que recibió un crédito de 102 billones de euros y una garantía de los fondos de rescate alemanes. En este caso, Guttenberg se opuso a una precipitada nacionalización del Hypo Real State, lo cual consideraba como último recurso "ultissima ratio". Unos meses más tarde, Guttenberg presentó una propuesta legislativa para minimizar los riesgos de quiebra de los bancos. Esta iniciativa provocó controversias, pero posteriormente fue considerada como antecedente para el proyecto de ley de reestructuración de los bancos alemanes.
En el caso de las compañías alemanas con dificultades económicas que pedían ayuda estatal, incluida la fábrica de autos Opel y la empresa de servicios de pedidos por internet y correo Arcandor / Quelle, Guttenberg se mostró reticente a ofrecer ayuda del gobierno. Él insistió en la ayuda limitada a compañías que normalmente son competitivas pero que temporalmente se encuentran afectadas por una crisis. En noviembre de 2008, Opel apeló a una asistencia gubernamental a causa de los graves problemas financieros que sufría General Motors.
En el 2009, Opel tomó 25.000 empleados en Alemania e indirectamente dio empleo a 50.000 empleados más a través de su red de proveedores.
En marzo del 2009, Guttenberg viajó por primera vez como ministro de economía a los Estados Unidos, enfocando su viaje en el futuro de Opel. Durante su encuentro con el secretario de Hacienda norteamericano, Timothy Geithner, el director del Consejo económico nacional de los Estados Unidos, Lawrence Summers, y Rick Wagoner, el director ejecutivo de General Motors, Guttenberg pidió a GM un plan viable de reestructuración para Opel como condición para recibir ayuda financiera del gobierno alemán. Guttenberg y Wagoner estuvieron de acuerdo en la necesidad de conseguir un inversor privado para Opel.
En una disertación sobre la crisis económica global en el Instituto Peterson de Washington, Guttenberg habló sobre los peligros del proteccionismo.
Después de la visita de Guttenberg a los Estados Unidos, las negociaciones entre el gobierno alemán, General Motors y los posibles inversores de Opel, Fiat y Magna International de Canadá, quedaron estancadas por General Motors y el Departamento del Tesoro estadounidense. A diferencia de la canciller alemana Angela Merkel y de otros líderes políticos alemanes, Guttenberg prefirió la insolvencia de Opel en vez de una asistencia incondicional del Estado. Debido al riesgo financiero que significaba para el gobierno alemán, Guttenberg se opuso a la venta de Opel a Magna Internacional, medida favorecida por la canciller Angela Merkel. Según los medios, Guttenberg estaba dispuesto a ofrecer su renuncia en caso de controversia. El trato entre Opel y Magna finalmente no tuvo lugar y Opel continuó siendo subsidiaria de GM, y esta última tuvo que reintegrar la asistencia financiera a Alemania.
Como ministro de Economía Guttenberg inició una serie de paquetes económicos destinados a estimular pequeñas empresas.
En el verano del año 2009, Guttenberg superó a Angela Merkel como el político más popular de Alemania.

### Ministro Federal de Defensa

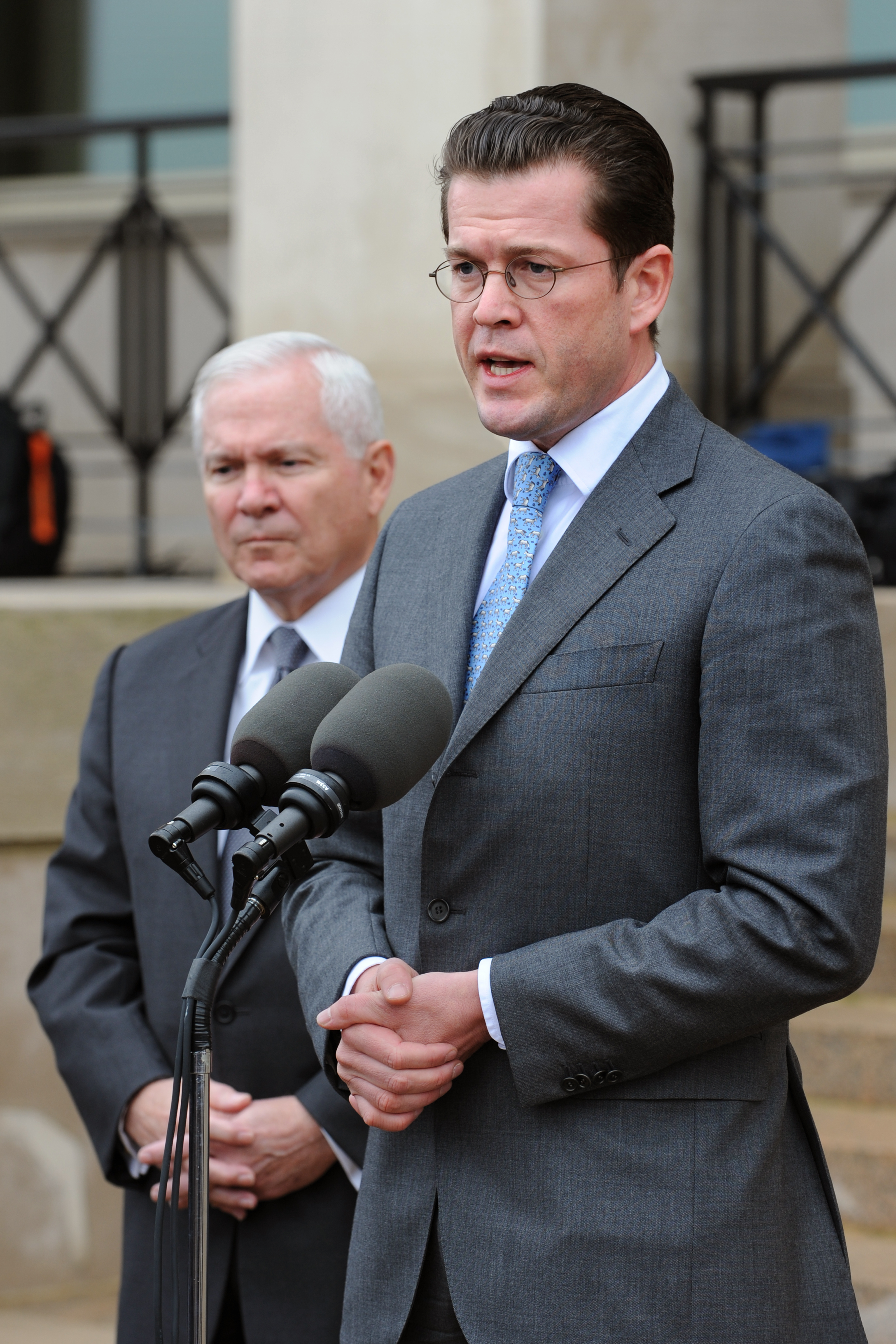
Karl-Theodor zu Guttenberg con el Secretario de Defensa de los Estados Unidos Robert Gates en frente del Pentágono, 2009

Las elecciones parlamentarias del 2009 trajeron cambios en el gobierno, la coalición de la Unión Demócrata Cristiana (CDU)/ la Unión Social Cristiana de Baviera (CSU) y el Partido Socialdemócrata (SPD) fue reemplazada por la coalición de centro-derecha de la CDU/CSU y el Partido Democrático Liberal (FDP).
De acuerdo a los informes de la prensa, la canciller Angela Merkel le ofreció a Guttenberg que eligiera entre el ministerio del Interior y el ministerio de Defensa cuando negociaba la distribución de los cargos ministeriales dentro de la nueva coalición del gobierno. Guttenberg se decidió por el ministerio de Defensa y juró en su nuevo cargo el 28 de octubre del 2009 como parte del segundo gabinete de la canciller Angela Merkel. Él fue el ministro de Defensa más joven de la Alemania de la postguerra.

#### Afganistán
El primer desafío político importante de Guttenberg como ministro de Defensa fue el ataque aéreo de Kunduz el 4 de septiembre del 2009. Inicialmente, Guttenberg adoptó la posición de su predecesor Jung y defendió el ataque como "militarmente apropiado". Sin embargo, a diferencia de Jung, Guttenberg asumió que en el ataque fallecieron víctimas civiles. Después de que Guttenberg recibió información adicional e informes realizados durante el mandato de su predecesor Jung sobre este ataque, cambió su posición con respecto al "ataque aéreo de Kunduz" y destituyó al Jefe del Ejército alemán Schneiderhan y al Secretario de Defensa parlamentario Wichert el 26 de noviembre del 2009.
Jung, quien había asumido el cargo de Ministro de Trabajo en el segundo gabinete de Merkel, asumió la responsabilidad política por demorar la entrega de información relevante sobre el ataque aéreo de Kunduz y renunció al día siguiente.
A pedido de los partidos de la oposición, el Parlamento posteriormente estableció un comité de investigación especial para aclarar las políticas de comunicación dentro del Ministerio de Defensa en relación con el ataque aéreo de Kunduz. El reporte final de la comisión investigadora liberó a Guttenberg de la acusación de haber sido responsable por las políticas de comunicación inadecuadas dentro del Ministerio de Defensa relacionadas con el ataque a Kunduz. Los resultados de esta investigación fueron apoyados por miembros de la coalición CDU/CSU- FDP, mientras que los partidos opositores criticaron el informe de la comisión especial y posteriormente publicaron su propio informe sobre la investigación.
Poco después de asumir su cargo, Guttenberg comparó la situación que vivían los soldados del Ejército alemán en Afganistán como "estado de guerra".
Al expresarse de esta forma, Guttenberg rompió un tabú político que había sido respetado por los cancilleres y todos los ministros de Defensa que le habían precedido, quienes se habían referido a la intervención en Afganistán como "una medida estabilizadora". Esta nueva definición de la situación de los soldados alemanes en Kunduz mejoró la situación legal de los soldados alemanes que actuaban bajo leyes internacionales.

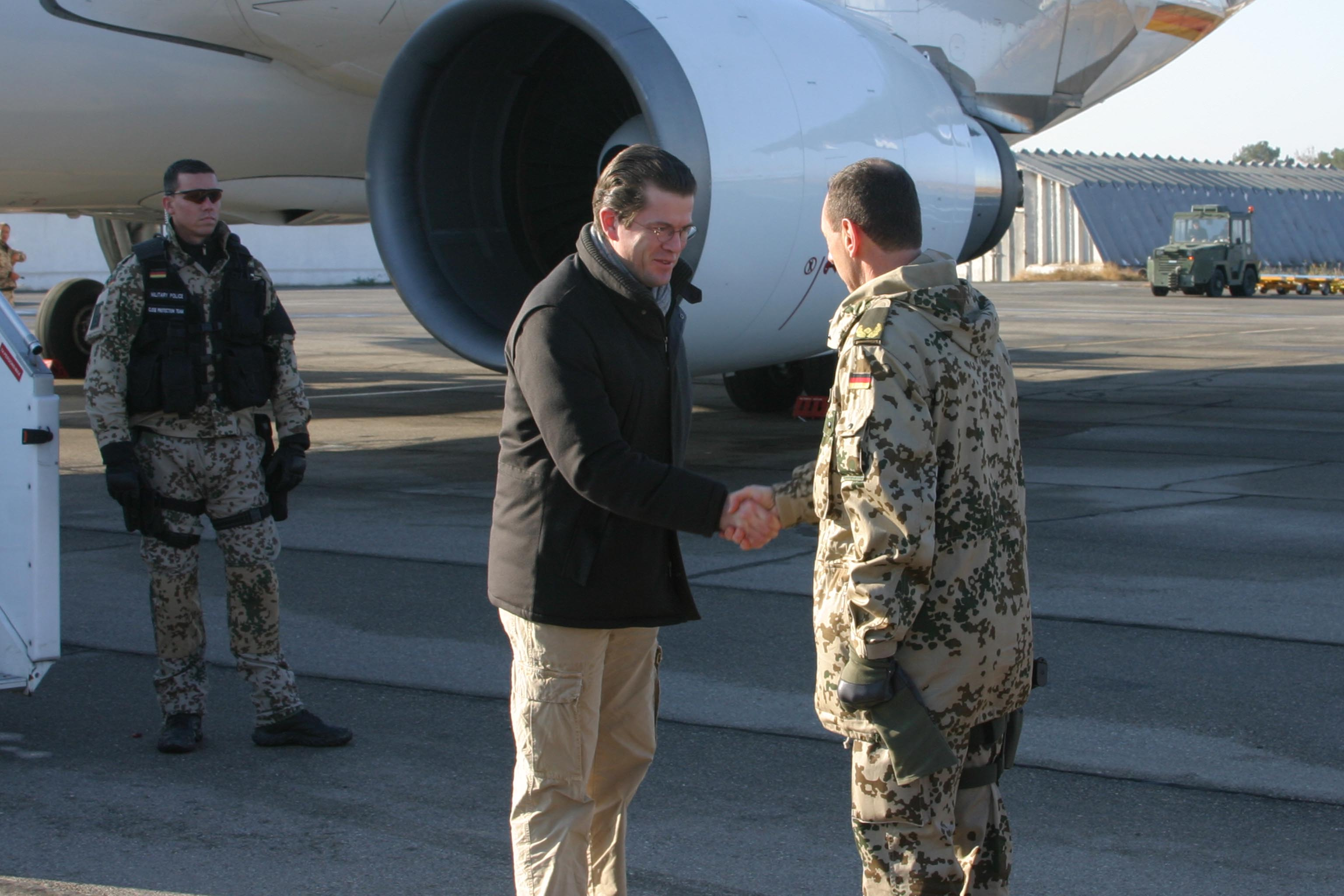
Guttenberg en la provincia de Kunduz en diciembre del 2009

Guttenberg al mismo tiempo reforzó la presencia militar alemana en Afganistán a través de la utilización de armamentos pesados.
Guttenberg intentó aumentar la percepción política de la misión del Ejército alemán en Afganistán asistiendo personalmente en algunas ocasiones con la canciller Angela Merkel a entierros de soldados alemanes caídos en conflicto.
En noviembre del 2010, Guttenberg estableció la medalla de Combate en acción del Ejército alemán que se otorga a soldados que muestran valor en situaciones de combate o que han sido víctimas de ataques terroristas o militares.
A nivel político, Guttenberg se manifestó en contra de una retirada precipitada del ejército alemán en Afganistán y advirtió sobre el riesgo de imponer fechas fijas para la retirada de las tropas sin tener en cuenta la situación de seguridad en el lugar.
Además Guttenberg exigió una intervención más importante de los países vecinos como Rusia, India y China en la resolución del conflicto en Afganistán. Para clarificar un poco más la situación de peligro en Afganistán, Guttenberg exigió el desarrollo de una estrategia internacional a largo plazo basada en el uso de fuerzas especiales y de los servicios de inteligencia en cooperación con la coalición para estabilizar el país después del retiro de las tropas de Afganistán.
Durante su mandato como ministro de Defensa, Guttenberg hizo nueve visitas a los soldados alemanes estacionados en Afganistán. Guttenberg realizó estos viajes, para tener una idea más clara de los riesgos militares del ejército alemán en este país. Inclusive invitó a periodistas en estos viajes para dar una mejor información a la sociedad alemana sobre las actividades del Ejército alemán en Afganistán. En diciembre del 2010, Guttenberg viajó a Afgnistán con su esposa Stephanie para visitar a las tropas antes de las vacaciones de Navidad. Fue acompañado por el periodista alemán de televisión Johannes B. Kerner, quien presentó el discurso de Guttenberg en el campo militar en Mazar-i-Sharif. Mientras que la prensa alemana y los partidos de la oposición criticaron a Guttenberg por permitirle a Kerner hacer su programa en Afganistán, la reacción de las tropas alemanas y del público general fue en su mayoría positiva.

#### La Reforma del Ejército alemán
A principios del año 2010, Guttenberg decidió impulsar reformas fundamentales en el Ejército alemán para superar el déficit estructural dentro de las Fuerzas Armadas alemanas y solucionar el decreciente presupuesto de Defensa. Su objetivo era mejorar las capacidades expedicionarias del Ejército alemán, y al mismo tiempo reducir costos. Para lograr estos objetivos, Guttenberg propuso reducir las Fuerzas Armadas a 165.000 soldados activos. El proyecto de reforma de Guttenberg recibió la cinta azul de la "Comisión estructural de Ejército alemán", que fue creada en abril del 2010. Las propuestas produjeron una gran debate en Alemania y recibieron una significativa oposición política, inclusive de su propio partido. Finalmente, Guttenberg logró su objetivo el 29 de octubre del 2010 , cuando la convención general de la CSU aprobó el pedido del ministro para suspender el proyecto por una gran mayoría. Unas semanas después, la canciller Angela Merkel presidió la convención de su partido (CDU) y también votó a favor de las reformas de Guttenberg.

#### La iniciativa de Ghent
En el encuentro de ministros europeos de Gante en noviembre del 2010, Guttenberg llamó a una cooperación militar más estrecha entre los países miembros de la Unión Europea, especialmente en las áreas de aprovisionamiento e instrucción militar, para solucionar el problema de bajo presupuesto. Propuso el modelo de cooperación en tres etapas basado en la iniciativa sueco-alemana de ”agrupar y compartir”, que tuvo un impacto duradero en los proyecto europeos de aprovisionamiento.
En noviembre del 2010, a través de una filtración de los cables diplomáticos estadounidenses salió a la luz que los diplomáticos norteamericanos tenían una opinión positiva de Guttenberg, a quien describían como un "político experto en asuntos extranjeros y trasatlánticos y un cercano y conocido amigo de los Estados Unidos."

### Escándalo de plagio y renuncia
En febrero del 2011, se descubrió que la tesis de Guttenberg tenía textos de otros autores sin incluir las citas. Por esa razón Guttenberg fue acusado de plagio, lo cual provocó un gran debate público y político.
Guttenberg negó haber cometido plagio, pero le pidió a la Universidad de Bayreuth que le revocara el título, admitiendo "severos errores en la realización del trabajo”.
La universidad le revocó su título el 23 de febrero del 2011. Debido a la presión política y pública, Guttenberg resignó el 1 de marzo del 2011 como ministro de Defensa.

### Centro de Estudios Estratégicos e Internacionales
En septiembre del 2011 Guttenberg se incorporó al Centro de Estudios y Estrategias Internacionales (CSIS) como ciudadano distinguido y asumió la dirección de un nuevo fórum para el diálogo trasatlántico dedicado a intensificar las relaciones entre los Estados Unidos y Europa.
En el foro de Seguridad Internacional en Halifax en noviembre del 2011, Guttenberg hizo su primera aparición pública después de haberse incorporado al Centro de Estudios Estratégicos Internacionales (CSIS). Durante una sesión plenaria sobre la crisis económica y financiera, Guttenberg manifestó su pesimismo acerca de la situación actual de Unión Europea, la cual, desde su punto de vista, estaba caracterizada por una falta de creatividad y conocimiento de las preocupaciones del ciudadano normal. En particular, Guttenberg criticó una aguda crisis de liderazgo político.
En noviembre del 2011, Guttenberg también publicó el libro "Vorerst gescheitert" ( "Por el momento fracasado"). El libro está basado en una serie de conversaciones con el jefe de redacción del periódico Die Zeit, Giovanni de Lorenzo, con quién Guttenberg mantuvo largas charlas sobre su carrera política, el escándalo de plagio y su resignación, como así también sus planes para el futuro. Unos pocos días antes de la publicación oficial del libro, el periódico alemán “Die Zeit “publicó extractos del libro. Las críticas de Guttenberg en su libro sobre la dirección que estaba tomando la Unión Social Cristiana de Baviera (CSU) despertó controversias dentro de su partido.
En octubre de 2012, después de que la resistencia política desde Berlín tuvo como consecuencia el fracaso del Plan Aeroespacial de Defensa Europeo fusionados en EADS y BAE Systems Guttenberg criticó con dureza al gobierno alemán por no haber manejado este tema correctamente. En el periódico Financial Times, Guttenberg se refirió al fracaso de las negociaciones sobre este proyecto como "una oportunidad perdida de dimensiones históricas" y enfatizó la necesidad de la cooperación europea como así también de una lógica industrial, sinergias y ahorro de costos asociados con la propuesta de la unión de EADS y BAE. Unos pocos días después, el presidente de la Unión Social Cristiana de Baviera (CSU) Horst Seehofer también criticó el manejo del gobierno alemán sobre este tema. Al poco tiempo, en una convención de la CSU en Múnich, Seehofer declaró que su intención era reincorporar a Guttenberg en la política alemana después de las elecciones del 2013. También agregó que el rol de Guttenberg en este ámbito sería "importante".
A principios de abril de 2013, Guttenberg analizó el rol de Alemania en el conflicto sobre el programa nuclear de Irán en The Wall Street Journal. En particular, instó al gobierno alemán a empezar a pensar sobre como ayudar a Israel en caso de posibles ataques aéreos de Irán. Específicamente, Guttenberg le pidió a Berlín que aportara ayuda militar y civil a Israel en casos de ataques externos para lograr un inmediato cese de fuego, y el mantenimiento de "duras sanciones internacionales contra el régimen de Teherán".

### Asesor de la Comisión europea
El 12 de diciembre del 2011, el vicepresidente de la Comisión Europea Neelie Kroes le pidió a Guttenberg que promocionara el uso de internet en forma abierta y global como parte del nuevo proyecto de la EU "No Disconnect Strategy".

#### No Disconnected Strategy
La Comisión Europea lanzó la iniciativa “No Disconnect Strategy” (NDS) en diciembre del 2011 bajo los auspicios de Neelie Kroes, el vicepresidente de la EU a cargo de la agenda digital, y de Catherine Ashton, la representante de la EU para Asuntos Extranjeros y de Seguridad.
El objetivo de la iniciativa "No Disconnect Strategy" (NDS) es sustentar el derecho de la "comunicación libre" como "uno de los derechos humanos más básicos"
El NDS ofrece apoyo a los usuarios de Internet, bloggers y cyber activists que viven en regímenes autoritarios y es una respuesta directa a la Primavera Árabe, cuando los gobiernos tratan de restrictir el uso de internet y de los medios sociales de comunicación para reprimir a los opositores.
A fin de luchar contra una censura arbitraria y de proteger la vigilancia ilegítima, el NDS estableció cuatro objetivos principales:
- Desarrollo de herramientas tecnológicas para los cyber-activists
- Entrenamiento de una concientización
- Desarrollo de la capacidad europea para la concientización del uso de internet libre
- Fomentar la cooperación con la industria, dentro de la EU, y con los países del tercer mundo.

Dentro de la EU, el NDS también tuvo que coordinar iniciativas relacionadas con el uso de internet libre en cada uno de los países miembros de la EU.
Como parte de la iniciativa, Guttenberg es responsable de la cooperación internacional.

### El escándalo de la NSA
Después de descubrirse que la Agencia de Seguridad Nacional (en inglés: National Security Agency, también conocida como NSA) grabó las conversaciones del móvil de la canciller Angela Merkel por más de una década, Guttenberg criticó duramente el espionaje a los países aliados de USA por parte del Servicio de Inteligencia de los Estados Unidos en un artículo publicado via Project Syndicate el 28 de octubre del 2013. Para Guttenberg, el problema no era el espionaje norteamericano, sino la extensión de las actividades de recopilación del servicio de inteligencia de los Estados Unidos, lo que había causado una "crisis de desconfianza mutua" y un daño muy grave en las relaciones con los aliados europeos.
En una entrevista en el programa de Fareed Zakaria GPS (Global Public Square), de la CNN, Guttenberg mencionó como los líderes europeos ”no solo pierden la confianza en su aliado sino también la dignidad”. Este comentario está relacionado con la canciller alemana Angela Merkel, quien inicialmente había defendido al gobierno norteamericano al salir a la luz las primeras filtraciones de información de la NSA en el verano, solo para enterarse al poco tiempo que sus conversaciones telefónicas también habían sido interceptadas. El 4 de noviembre del 2013 Guttenberg tuvo una reunión privada a puertas cerradas con la canciller Angela Merkel, los medios relacionaron este encuentro con el escándalo de la NSA.
En un artículo en el Financial Times del 7 de noviembre del 2013, donde Guttenberg analizó las implicaciones del escándalo de la NSA en las relaciones trasatlánticas, Guttenberg definió "un giro del gobierno to Googlement", avivando la discusión sobre la habilidad sin precedentes de las compañías de juntar, almacenar y evaluar una cantidad impresionante de datos personales que ponen en peligro las estructuras políticas.

### Rusia
Guttenberg es un crítico severo de la política expansionista del presidente ruso Vladímir Putin. En la primavera del 2014, Putin publicó una serie de artículos, algunos de ellos como coautor con Garri Kaspárov or Bogdan Klich, advirtiendo sobre los peligros de escalación de violencia en Europa del Este.
Guttenberg se refirió a un vacío de liderazgo en el mundo y exigió que el Occidente, especialmente Europa, responda a las agresiones de Moscú con medidas políticas severas. En este contexto, Guttenberg elogió a la canciller Angela Merkel por su postura firme contra Putin. Guttenberg apareció junto con Henry Kissinger en una entrevista en CNN, donde habló sobre la crisis en Ucrania y explicó el significado de la política de resistencia que sostenía Merkel contra Rusia.
Unos meses después, Guttenberg acusó a la Unión Europea sobre su falta de acción y de capacidad en las crisis de Ucrania y del Oriente Medio. En el” Wall Street Journal” Guttenberg marcó paralelos entre las conclusiones del historiador Christopher Clark con respecto a los orígenes de la Primera Guerra Mundial y se refirió al caso de los "sleepwalkers" en Unión Europea.
A principios del 2015, Guttenberg y James G. Stavridis rechazaron enfáticamente la posición de la OTAN en Europa del Este lo que había provocado acciones agresivas por parte de Rusia. En otra entrevista destacó los intentos del Occidente de integrar a Rusia como aliado dentro de la seguridad europea. Se apuntó al inacabado proceso de democratización de Rusia como causa del fracaso del diálogo con Rusia. Guttenberg y Stavridis le recomendaron a los países del oeste que adopten una política de sanciones económicas emparejadas con ofrecimientos de cooperación con Rusia. Ambos se opusieron a que Ucrania formara parte de la OTAN.

## Spitzberg Partners
A mediados de enero del 2014, Guttenberg habló en la conferencia de negocios en Aargau, Suiza. En una entrevista al periódico Aargauer. Guttenberg declaró que había iniciado actividades comerciales en los Estados Unidos como asesor de empresas con proyectos a largo plazo y de inversiones en nuevas tecnologías. A fines de enero del 2014, en una conferencia sobre seguridad cibernética en Múnich, auspiciada por la Federación de Industrias Alemanas y la Asociación Industrial de Baviera. Guttenberg anunció que había fundado una compañía en Nueva York. En la primavera del año 2014, los medios dieron a conocer el nombre de la compañía consultora y de inversión de Guttenberg: Spitzberg Partners LLC.
En septiembre del 2014, la compañía de Guttenberg Spitzberg Partners y Canadian Acasta Capital fundaron la Atlantic Advisory Partners (AAP), una sociedad para promover actividades comerciales y de negocios entre Canadá y la Unión Europea en conexión con el Acuerdo Integral de Economía y Comercio (CETA). La firma legal internacional Norton Rose Fulbright se unió a Atlantic Advisory Partners (AAP) en mayo del 2015.

### Miembro del Consejos Directivos
En julio del 2014 Guttenberg se incorporó al directorio de Ripple Labs, como promotor del sistema de pago Ripple.
También es miembro del consejo asesor de Barrick Gold y del Centro de Innovación de Lufthansa. En el 2016, Guttenberg también se incorporó a la junta supervisora de Mountain Partners, una firma de capital de riesgo con asiento en Suiza.

## Familia

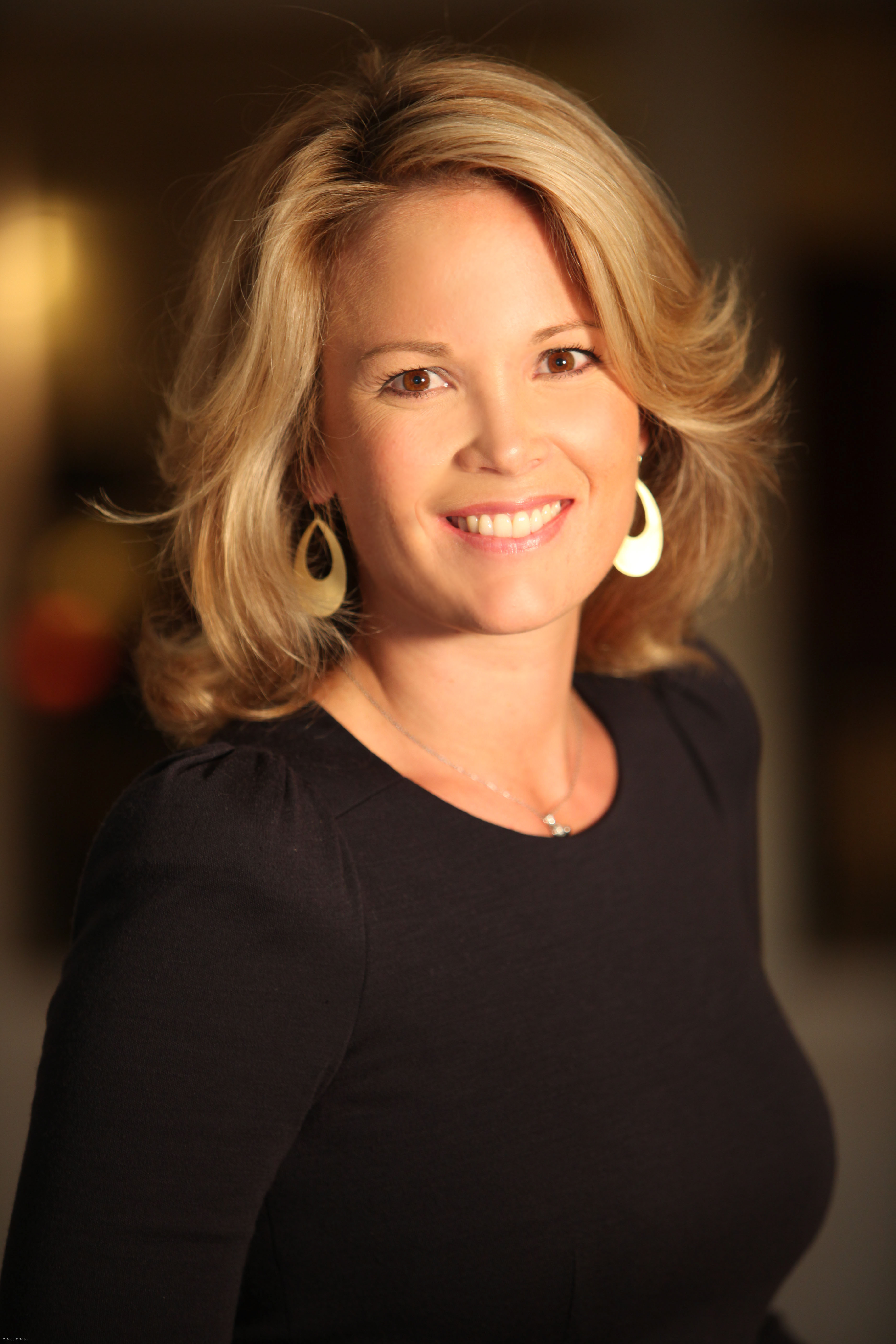
Stephanie zu Guttenberg, condesa von Bismarck-Schönhausen, esposa de Guttenberg (2010).

Guttenberg es miembro de la familia aristocrática Guttenberg, inicialmente documentada en el año 1158, a la cual le fue conferida el rango de barón por el Emperador del Sacro Imperio Romano en el año 1700. Desde que Alemania acepta la Constitución de Weimar en el año 1919, que abolió los privilegios de los nobles, "los títulos nobiliarios son solo parte de un nombre". Por cortesía y tradición, Karl-Theodor zu Guttenberg es solamente llamado barón en su ciudad natal en Baviera, y ocasionalmente se lo denomina así en algunos medios internacionales y alemanes.
Su abuelo, Karl Theodor Freiherr von und zu Guttenberg (1921-1972), fue un político de la Unión Social Cristiana de Baviera (CSU) y mantuvo una línea conservadora durante la Guerra Fría, marcada por su oposición a la Política del Este. Durante la Segunda Guerra Mundial escapó por poco de ser ejecutado después de negarse a matar a judíos, afirmando que preferiría matar a los miembros de la SS. Muchos miembros de la familia Guttenberg ofrecieron resistencia al régimen nazi, entre ellos su tatarabuelo Georg Enoch Freiherr von und zu Guttenberg y Karl Ludwig von und zu Guttenberg, un tío tatarabuelo de Guttenberg.
Karl Ludwig era católico monarquista, quien antes de la Segunda Guerra Mundial publicó "Los papeles blancos" (en alemán: "Weiße Blätter"), una publicación importante de la oposición conservadora al régimen nazi. Perteneció al círculo de los conspiradores contra Hitler junto con Hans von Dohnanyi, Justus Delbrück, y Hans Oster. Después del fallido atentado del 20 de julio fue arrestado y posteriormente ejecutado. Su abuela, Rosa Sophie princesa de Arenberg (1922-2012) , era miembro de la casa de familia aristocrática de los Arenberg.
El padre de Guttenberg es Enoch zu Guttenberg, un director de orquesta que fue condecorado con la Orden del Mérito de la República Federal de Alemania, como así también con la Orden del Mérito de Baviera. Recibió muchos premios por sus contribuciones a la música clásica, incluyendo el Premio de Cultura alemana y el Premio Echo Clásico.
Previamente, Enoch zu Guttenberg fue propietario de la bodega de vinos Reichsrat von Buhl.
La madre de Guttenberg, Christiane zu Eltz es un miembro de la familia Eltz, que tiene fuertes vínculos con Croacia. Ella es la hija de Ludwine, condesa Pejacsevich de Verocze. Su padre Jakob von und zu Eltz, fue presidente de la Asociación de Vinicultores de Rheingau y participó activamente en la política de Croacia después de la independencia de este país. Christiane zu Eltz von Guttenberg se divorció de Enoch von Guttenberg en 1977 y Karl- Theodor creció con su padre. Su madre se casó en segundas nupcias en 1985 con Adolf Richard Barthold von Ribbentrop, hijo de Joachim von Ribbentrop y dueño de la galería de arte Eltville. De este segundo matrimonio Christiane von Eltz tuvo dos hijos más. Uno de ellos, Philip Franz zu Guttenberg (nacido en 1973) , se casó con la hija de Godfrey James Macdonald, el octavo barón Macdonald.
En febrero del 2000, Guttenberg se casó con la condesa Stephanie von Bismarck-Schönhausen (nacida en el año 1976), una tataranieta del primer canciller de Alemania Otto von Bismarck. El matrimonio tiene dos hijas. Guttenberg es católico, mientras que su esposa es protestante luterana. 

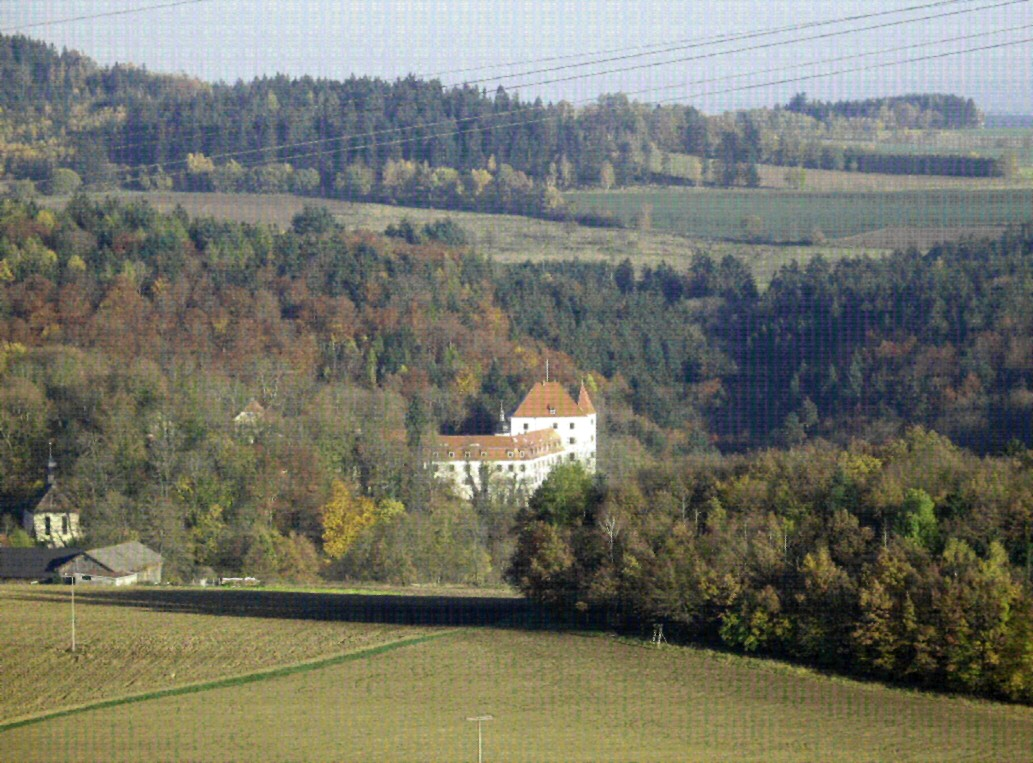
El castillo de la familia Guttenberg en Baviera

## Vida privada
Guttenberg nació en Múnich. Vivió en el castillo de la familia Guttenberg, en Baviera (distrito de Kulmbach), una aldea cuya historia está relacionada con la familia Guttenberg, y en una mansión en una zona exclusiva de Berlín, Berlin- Westend. El castillo de los Guttenberg ha estado en posesión de la familia desde el año 1482.
En julio del año 2011 los medios de prensa alemanes informaron que Guttenberg se trasladaría temporalmente a los Estados Unidos. Su esposa confirmó esta noticia unas semanas después en una entrevista, pero aclaró que la familia tenía la intención de volver a Alemania. En septiembre del 2011, se dio a conocer que la familia Guttenberg había comprado una casa en Greenwich (Connecticut), cerca de la ciudad de Nueva York.

## Premios
En el año 2009 le fue otorgado a Guttenberg el "Politikaward", que es considerado en Alemania como el premio al "político del año". Esta distinción le fue otorgada por "politik & kommunikation", una revista alemana sobre política y comunicaciones.
En el 2010, la revista alemana Focus distinguió a Guttenberg como "El hombre del año".
En el año 2011, la Asociación de Carnaval de Aquisgrán le otorgó a Guttenberg la "Orden contra la seriedad" (en alemán: Orden wider den tierischen Ernst). Guttenberg no asistió a la ceremonia en persona, pero su hermano menor asistió en su lugar.